# Noruega en los Juegos Paralímpicos de Toronto 1976
Noruega estuvo representada en los Juegos Paralímpicos de Toronto 1976 por un total de 41 deportistas, 26 hombres y 15 mujeres.

## Medallistas
El equipo paralímpico noruego obtuvo las siguientes medallas:
| Nombre                             | Deporte       | Evento                                    |
| ---------------------------------- | ------------- | ----------------------------------------- |
| Oro                                |               |                                           |
| Reidun Laengen                     | Atletismo     | 100 m B femenino                          |
| Reidun Laengen                     | Atletismo     | Salto de longitud B femenino              |
| Jarle Johnsen                      | Atletismo     | Salto de longitud A masculino             |
| Bente Grønli                       | Natación      | 50 m espalda 4 femenino                   |
| Erling Trondsen                    | Natación      | 100 m libre C1 masculino                  |
| Erling Trondsen                    | Natación      | 100 m mariposa C1 masculino               |
| Erling Trondsen                    | Natación      | 200 m estilos C1 masculino                |
| Idar Hunstad                       | Natación      | 100 m braza B masculino                   |
| Casper Caspersen                   | Tiro con arco | Ronda tetraplejia A-C masculino           |
| Plata                              |               |                                           |
| Jarle Johnsen                      | Atletismo     | 60 m A masculino                          |
| Leif Larsen                        | Atletismo     | 1500 m F masculino                        |
| Terje Hansen                       | Atletismo     | Jabalina B masculino                      |
| Hans Anton Ålien                   | Natación      | 100 m braza A masculino                   |
| Åse Karlsen                        | Tiro con arco | Distancia avanzada clase abierta femenino |
| Oddbjørn Stebekk                   | Tiro con arco | Ronda FITA tetraplejia A-C masculino      |
| Bronce                             |               |                                           |
| Idar Hunstad                       | Atletismo     | Jabalina B masculino                      |
| Jarle Johnsen                      | Atletismo     | Salto de altura sin impulso A masculino   |
| Casper Caspersen Jan Erik Stenberg | Tenis de mesa | Dobles 1A masculino                       |
| Oddfrid Holen                      | Tiro con arco | Distancia avanzada clase abierta femenino |